# DGI City 2009
DGI City 2009 er Danske Gymnastik- & Idrætsforeningers navn for Landsstævnet i Holbæk i 2009. 
Landsstævnet afholdes for første gang i 20 år på Sjælland, mens det tidligere har været afholdt i Haderslev (2006), Rønne (2002), Silkeborg (1998) og Svendborg (1994).
Arrangementet har lokalt ført til mange diskussioner om hvordan de nødvendige idrætsanlæg skal anlægges. Mens de fleste anlæg vil blive opført i byens sydlige del, er der planer om at opføre en svømmehal, kombineret med et 12 etagers luksushotel ved den tidligere industrihavn.
En del af diskussionen drejer sig om Arnolds bjerg i Holbæks syddel, der i forbindelse med afholdelsen af DGI arrangementet skal bruges i forbindelse med anlæg af sportsfaciliteter. Bjerget blev i den forbindelse af borgmester Jørn Sørensen omdøbt til "Mount Arnold", hvilke skabte utilfredshed blandt den lokale befolkning.